# Manolis Mantakas
Manolis Mantakas (griechisch Μανώλης Μάντακας Manólis Mándakas, Vorname auch Emmanouil Εμμανουήλ, * 1889 in Lakki, heute Gemeinde Mousouri, Regionalbezirk Chania auf Kreta; † 1968 in Athen) war ein griechischer Militär und Politiker.

## Leben
Er nahm von 1912 bis 1913 an den Balkankriegen, am Ersten Weltkrieg und von 1919 bis 1922 am Griechisch-Türkischen Krieg teil. 1924 beteiligte er sich am Sturz von Georg II. und stieg infolgedessen zum Generalmajor auf.
Im Zweiten Weltkrieg taucht sein Name in der Berichterstattung über den griechischen Widerstand auf Kreta auf.
Er war Mitglied der Nationalen Befreiungsfront (Εθνικό Απελευθερωτικό Μέτωπο, EAM) und ihrer Armee, der Nationalen Befreiungsarmee. Er war Mitglied des Politischen Komitees zur nationalen Befreiung (PEEA). Die PEEA bildete in Viniani in der Präfektur Evrytania eine Gegenregierung zum deutschen Besatzungsregime. In dieser Regierung fungierte er zuerst als Verkehrsminister und ab dem 28. April 1944 als Verteidigungsminister. Nach dem griechischen Bürgerkrieg wurde er 1950 und 1951 wurde er für Piräus in das Parlament gewählt.